# Abdul Kader Dabo
Abdul Kader Dabo (* 22. Juli 1970) ist ein ehemaliger malischer Judoka.

## Sport
Dabo trat bei den Olympischen Sommerspielen 1992 in Barcelona an. Im Halbmittelgewicht kam er auf Rang 22. Er gewann die erste Runde gegen Amadou Guèye aus Senegal und schied in der zweiten Runde gegen Alexandru Ciupe aus Rumänien aus.